# Movsar Baràiev
Movsar Bukhàrievitx Baràiev (en rus: Мовсар Бухариевич Бараев; 26 d'octubre 1979, Argun, ASSR de Txetxènia-Ingúixia - 26 d'octubre 2002, Moscou) anteriorment conegut amb el sobrenom «Suleymanov», fou un senyor de la guerra txetxè, fou comandant del Regiment Islàmic d'Operacions Especials que fromà part de les forces armades de la República Txetxena d'Ixkèria.  Nebot d'Arbí Baràiev. Va guanyar fama en relació amb la seva participació en la Presa d'ostatges del teatre Dubrovka a Moscou l'octubre de 2002.